# Praxitèle
Pour les articles homonymes, voir Praxitèle (homonymie).

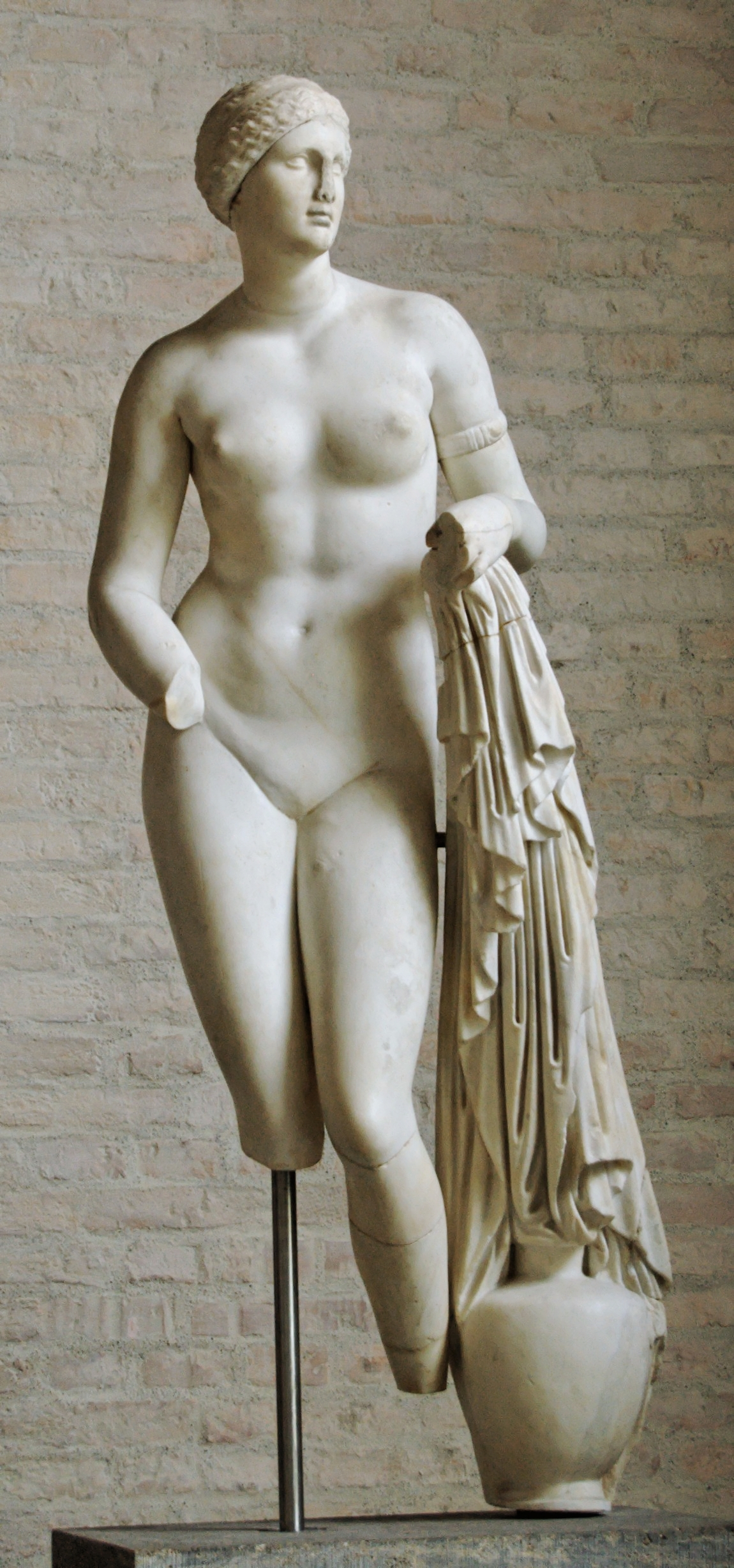
Aphrodite Braschi, du type de l'Aphrodite de Cnide — l'un des plus sûrs attribués à Praxitèle, glyptothèque de Munich (Inv. 258).

Praxitèle (en grec ancien Πραξιτέλης / Praxitélês), né vers 395 av. J.-C., mort avant 326 av. J.-C., est dès l'Antiquité l'un des plus célèbres sculpteurs grecs. Varron écrit ainsi : « Grâce à l'excellence de son talent, Praxitèle n'est inconnu d'aucun homme un tant soit peu cultivé ». On place l'œuvre de Praxitèle dans la période du « second classicisme » (vers 370-330 av. J.-C.), auprès d'autres grands sculpteurs grecs comme Léocharès, Scopas, et Lysippe ; ceux-ci reprennent les modèles de la période classique tout en renouvelant la représentation, en apportant une réponse aux canons classiques établis par les œuvres de Polyclète, ce qui est visible notamment dans de nouvelles recherches stylistiques, l'émergence de nouveaux types, et une nouvelle pondération.
Sa vie est très mal connue : si sa période d'activité va de 375 à 335 av. J.-C., on ne sait même pas avec certitude ses dates de naissance et de mort. La tradition en fait le fils du sculpteur Céphisodote et le père de deux autres sculpteurs, Céphisodote le Jeune et Timarque. Les sources antiques évoquent également sa relation avec son modèle, la courtisane Phryné. Celle-ci est censée avoir inspiré l'une des statues les plus connues de l'Antiquité, Aphrodite de Cnide. Ainsi Praxitèle est-il le premier artiste à avoir représenté le nu féminin intégral dans la grande sculpture grecque.
Les dates exactes de Praxitèle ne sont qu'approchées (vers 370-330), mais il est probable qu'il ne travaillait plus à l'époque d'Alexandre le Grand (356-323).
Aucun original ne peut être attribué à sa main de manière certaine, mais de nombreux types statuaires lui sont rattachés et sont parvenus à l'époque moderne par le biais de copies romaines, de figurines en terre cuite ou de monnaies. Parmi les plus célèbres figurent l'Apollon sauroctone, la Diane de Gabies, l'Éros de Centocelle, l'Hermès portant Dionysos enfant, le Satyre au repos, le Satyre verseur ou la Vénus d'Arles. Des découvertes ou redécouvertes récentes, comme le satyre de Mazara del Vallo ou la Tête Despinis, viennent également relancer le débat sur ce que nous croyons connaître de l'art de Praxitèle.

## Biographie
On sait peu de choses de la vie de Praxitèle : on ne connaît même pas avec certitude l'année de sa naissance ni celle de sa mort. Les sources littéraires abondent à son sujet, mais elles sont tardives : elles ne datent pas d'avant le IIIe siècle av. J.-C.
Pline l'Ancien situe son floruit (apogée) lors de la 104e olympiade (c'est-à-dire en 364-361 av. J.-C.) et donne le sculpteur Euphranor comme son contemporain. Cette plage chronologique est corroborée par une base de statue signée par Praxitèle, qui porte la dédicace de « Kléiokratéia, femme de Spoudias » : ce Spoudias est connu comme l'adversaire de Démosthène dans un plaidoyer qui date de 361 av. J.-C. Pausanias cite quant à lui « la troisième génération après Alcamène », élève de Phidias, pour le groupe des Létoïdes de Mantinée. On considère généralement que Praxitèle est né vers 395 ou 400 av. J.-C.

### Famille

: base d'une statue de Kléiokratéia, fille de Polyeuctos, portant la signature de Praxitèle, musée de l'Agora antique d'Athènes (I 4165).

Le nom « Praxitèle » signifie « celui qui achève », « celui qui mène à bien » ; les Grecs le donnent plutôt à des garçons. Les autres Praxitèle connus sont sculpteurs, hommes politiques ou poètes. La découverte d'une dédicace datée du milieu du IVe siècle av. J.-C. à un Praxitèle à Lebadée a fait penser que ce pouvait être l'épiclèse (nom de culte) d'une divinité locale ou d'un héros. On a objecté que ce pouvait aussi être une dédicace à Praxitèle, le sculpteur — pratique attestée par ailleurs.
Praxitèle se proclame lui-même citoyen athénien dans une inscription trouvée à Leuctres. Il est probablement le fils du sculpteur Céphisodote, connu pour sa statue de la Paix portant la Richesse, bien que la filiation ne puisse être établie avec certitude : Praxitèle ne cite pas le nom de son père dans ses signatures, et le floruit cité par Pline pour Céphisodote, la 102e olympiade (c'est-à-dire 372-369 av. J.-C.), paraît bien proche de celui de son fils. Le fait que l'un des fils de Praxitèle s'appelle également Céphisodote tend toutefois à corroborer la filiation : l'usage grec est que le fils aîné porte le nom de son grand-père paternel. Il est également possible que Céphisodote soit non pas le père, mais le beau-père de Praxitèle. En tout état de cause, il est probable que Céphisodote ait fait entrer assez tôt le jeune Praxitèle dans son atelier : on sait que les sculpteurs pouvaient débuter dès l'âge de 15 ans.
Le lien entre Praxitèle et Céphisodote le Jeune est attesté par des mentions de Plutarque et Pline, ainsi que sur plusieurs inscriptions, qui citent également un autre fils, Timarchos. Pline situe leur floruit lors de la 121e olympiade (c'est-à-dire 296-293 av. J.-C.). On estime généralement que Céphisodote le Jeune naît vers 360 av. J.-C. Une inscription liée à ce dernier précise que la famille est issue du dème des Sybrides (dont on ignore la localisation), de la tribu Érechthéis ; on a toutefois avancé qu'elle se rapportait à une autre famille dont les membres auraient porté le même nom.
On perd la trace de la famille de Praxitèle entre 280 et 120 av. J.-C., puis quatre inscriptions font état d'un portraitiste nommé Praxitèle, actif à Athènes au cours du Ier siècle av. J.-C., peut-être un descendant du sculpteur du IVe siècle.

### Phryné

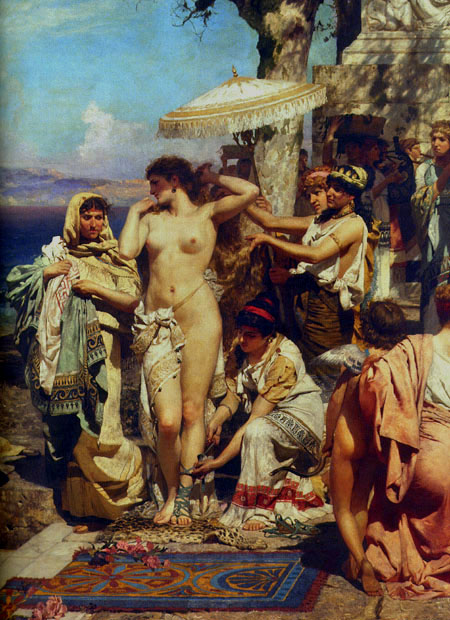
Phryné aux fêtes de Poséidon à Éleusis (détail) par Henryk Siemiradzki, 1889, musée d'État russe de Saint-Pétersbourg.

La littérature rapporte une multitude d'anecdotes liant Praxitèle à la courtisane Phryné : ce sont les seules qui fournissent des éléments biographiques sur le sculpteur. Toutefois, il est difficile d'y démêler la vérité du roman.
Le principal titre de gloire de Phryné est d'avoir inspiré l’Aphrodite de Cnide :

« [Phryné], lors de la fête des Éleusinies, et lors de celle de Poséidon, retira ses vêtements et défit ses cheveux devant tous les Grecs assemblés et plongea dans la mer ; d'après elle, Apelle peignit l’Aphrodite Anadyomène ; et le sculpteur Praxitèle, son amant, sculpta sur son modèle l’Aphrodite de Cnide. »

Si l'on en croit Pline, Praxitèle réalise deux statues : l'une couverte d'un voile, l'autre nue. Des gens de l'île de Cos venus dans son atelier optent pour la version vêtue, « la trouvant pudique et sévère », tandis que ceux de Cnide, en Asie Mineure, achètent la version dénudée.
Phryné aurait également été le modèle de l’Aphrodite de Thespies (dont la Vénus d'Arles serait une copie romaine), d'une courtisane riant et de deux portraits. Le premier d'entre eux est situé à Thespies, sa ville natale, aux côtés de l’Aphrodite. L'autre, en bronze doré, est consacré par Phryné elle-même à Delphes : il aurait figuré entre le roi de Sparte Archidamos II et Philippe II de Macédoine, excitant ainsi la colère du platonicien Cratès. On a voulu reconnaître ces portraits dans l’Aphrodite Townley, dans la tête d'Arles ou encore dans celle de la tour des Vents.

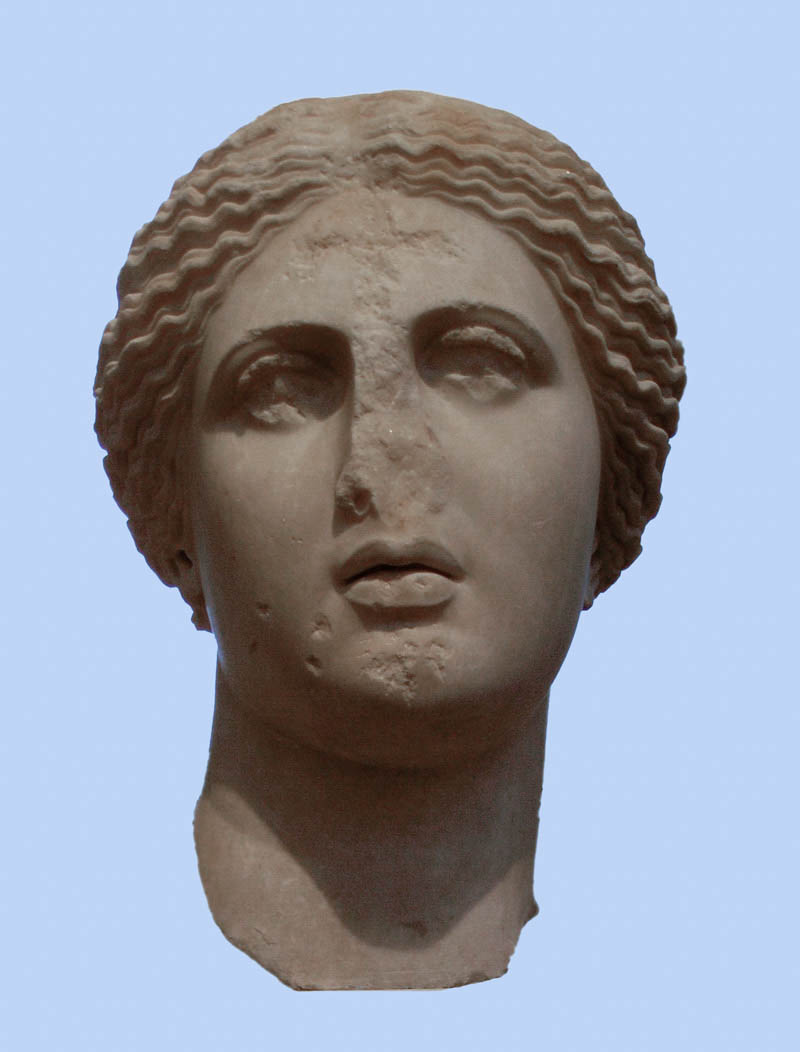
Tête de la tour des Vents, musée national archéologique d'Athènes (MNA 1762).

Dans une anecdote presque aussi célèbre, Pausanias raconte comme elle se fait offrir l’Éros de Thespies : Praxitèle lui promet « la plus belle de ses œuvres » mais refuse de préciser de laquelle il s'agit. Un esclave envoyé par elle vient prévenir le sculpteur que son atelier est en flammes ; celui-ci s'écrie que tout est perdu si le Satyre et l'Éros disparaissent. Ainsi Phryné choisit l'Éros, qu'elle consacre dans le temple du dieu à Thespies. Cette anecdote, comme celle de l'achat des Aphrodites par les gens de Cos et de Cnide, accrédite l'idée que Praxitèle travaillait dans son atelier, à Athènes, et que les acheteurs venaient jusqu'à lui, plutôt que l'inverse : la mention d'un grand nombre d'œuvres en Asie Mineure ne signifie pas forcément que le sculpteur y aurait fait une tournée.
La liste des offrandes qui peut être reconstituée dans la littérature permet d'esquisser une ébauche de chronologie. D'abord, Thespies est détruite par Thèbes en 371 av. J.-C., au lendemain de la bataille de Leuctres, et n'est rebâtie qu'en 338 av. J.-C. On suppose que Phryné est venue à Athènes après la destruction de sa cité natale. L'offrande de l'Éros aurait donc été faite entre ces deux dates, à une cité en ruines, dont seuls les temples fonctionnaient encore. De son côté, l'offrande de son portrait à Delphes se place nécessairement après la troisième guerre sacrée, c'est-à-dire après 345-346 av. J.-C., le sanctuaire ayant été dévasté par les Phocidiens pendant le conflit.
Au-delà de ces offrandes, on a supposé sans raison réelle que Praxitèle était jeune homme au moment de sa rencontre avec Phryné. Le Satyre de la rue des Trépieds et l'Éros de Thespies se placeraient au début de sa carrière, ce qui permet de reconnaître le premier dans le type du Satyre verseur, stylistiquement plus proche du premier classicisme, et de placer le type du Satyre au repos en fin de carrière. L’Aphrodite d'Arles (dite Vénus d'Arles), également marquée par l'influence de Polyclète, se rattacherait à la même période. S'y ajoute le fait que cette Aphrodite est « seulement » à demi nue, Praxitèle préparant le public avant le nu total de son Aphrodite de Cnide qui se situerait au floruit du sculpteur (364-361 av. J.-C.) et couronnerait une liaison commencée plus tôt. Cette reconstruction, née chez Furtwängler, repose sur des considérations anachroniques ou spécieuses : un raisonnement du même type propose d'inverser la chronologie des Aphrodites d'Arles et de Cnide sur l'idée que le nu total représente Phryné dans toute la gloire de sa beauté, le voile de l'Arlésienne servant à cacher une nudité un peu défraîchie.
Phryné étant renommée pour les prix astronomiques qu'elle pratique, on a voulu voir dans cette liaison une preuve de la fortune de la famille de Praxitèle. S'y ajoute le fait que Céphisodote le Jeune figure parmi les Athéniens les plus fortunés : il paie six liturgies, sorte de mécénat imposé, dont deux seul. Sa première triérarchie principale (financement d'une trière complète et de son équipage) se situe en 326-325 av. J.-C., date après laquelle le nom de Praxitèle disparaît des documents officiels : on en a déduit que Praxitèle venait de mourir, léguant sa fortune à ses fils, ce qui aurait justifié cette imposition exceptionnelle.

## Œuvre

### Corpus

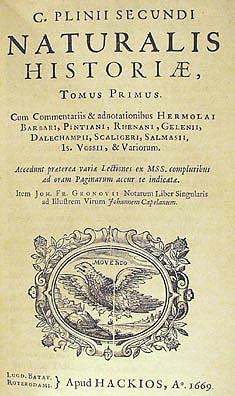
L’Histoire naturelle de Pline l'Ancien, édition d'Hackios à Leyde, 1669.

La démarche traditionnelle pour reconstituer le corpus des œuvres d'un sculpteur antique consiste à rapprocher les témoignages littéraires et matériels (inscriptions, monnaies, pierres gravées) des statues parvenues jusqu'à nous — pour la grande majorité des copies, répliques ou variantes romaines des originaux grecs. Dans le cas de Praxitèle, les sources sont particulièrement nombreuses, ce qui paradoxalement n'aide guère le travail de l'historien de l'art. Les principaux témoignages littéraires sont l’Histoire naturelle du Romain Pline l'Ancien et la Description de la Grèce du Grec Pausanias. Le premier aborde le travail des sculpteurs grecs dans ses sections relatives au travail des métaux (livre XXXIV) et des pierres (livre XXXVI) ; le second décrit dans ce qui ressemble à un guide de voyage moderne les œuvres qu'il a vues au cours de son voyage en Grèce.
L'exploitation de ces sources comporte des limites importantes : leurs auteurs ont vécu respectivement au Ier et au IIe siècle ap. J.-C., c'est-à-dire quatre et cinq siècles après Praxitèle. Leurs listes d'œuvres ne sont donc pas nécessairement exactes, ni exhaustives. Ensuite, la tentation de la surinterprétation est grande, surtout quand les textes se montrent vagues ou abscons. Ainsi, dans une phrase célèbre, Pline énumère des œuvres de Praxitèle qu'il nomme en grec — une Catagūsam, « un satyre que les Grecs appellent periboētos », une Stephanūsa ou encore une Pseliūmenē —, termes au sens douteux, peut-être mal transmis par la tradition manuscrite et qui ont donc été interprétés, voire amendés, de manière très diverse.
Au total, Praxitèle semble avoir sculpté principalement des effigies de divinités ou de héros : Eubouleus (le « Bon Conseiller »), Aphrodite, Apollon, Artémis, Dionysos, Éros, Héra, Hermès, Léto, des ménades, Méthè (l'Ivresse), des nymphes, Pan, Péitho (la Persuasion), Poséidon, des satyres, Triptolème, Tyché (la Destinée), Zeus et les douze dieux. Pour ce qui est du domaine humain, on lui connaît un Diadumène, un aurige et un guerrier près de son cheval, ainsi que les statues déjà mentionnées : une « femme en pleurs », une « courtisane riant », une stephanousa (femme à la couronne), une pselioumene (femme aux bracelets ?) et une canéphore. Son activité de portraitiste est également bien attestée.
Ses statues ont été installées :
- en Grèce même : à Athènes, Delphes, Élis, Lébadée, Mantinée, Mégare, Messène, Olympie, Platées et Thespies, ainsi que sur l'île de Cos, dans le Dodécanèse ;
- en Asie Mineure : à Alexandrie de Carie, Cnide, Halicarnasse et Parion.

Le corpus des statues existantes attribuées à Praxitèle lui-même, rattachées à son école ou à son style, recouvre plusieurs dizaines d'œuvres. À la fin du XIXe siècle, l'historien de l'art Adolf Furtwängler recense 27 types praxitéliens ; de nos jours, Brunilde Sismondo Ridgway, partisane d'une approche minimaliste, voire hypercritique, réduit cette liste à un type unique, l’Aphrodite de Cnide.
On suit ici la typologie retenue par Alain Pasquier et Jean-Luc Martinez pour l'exposition Praxitèle organisée au musée du Louvre en mars-juin 2007.

### Des originaux?

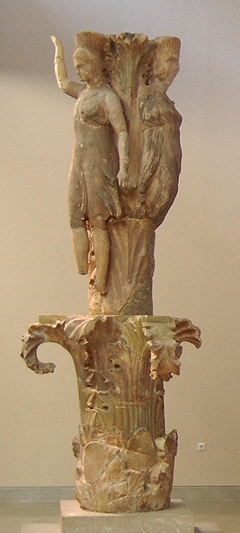
Les Danseuses de Delphes.

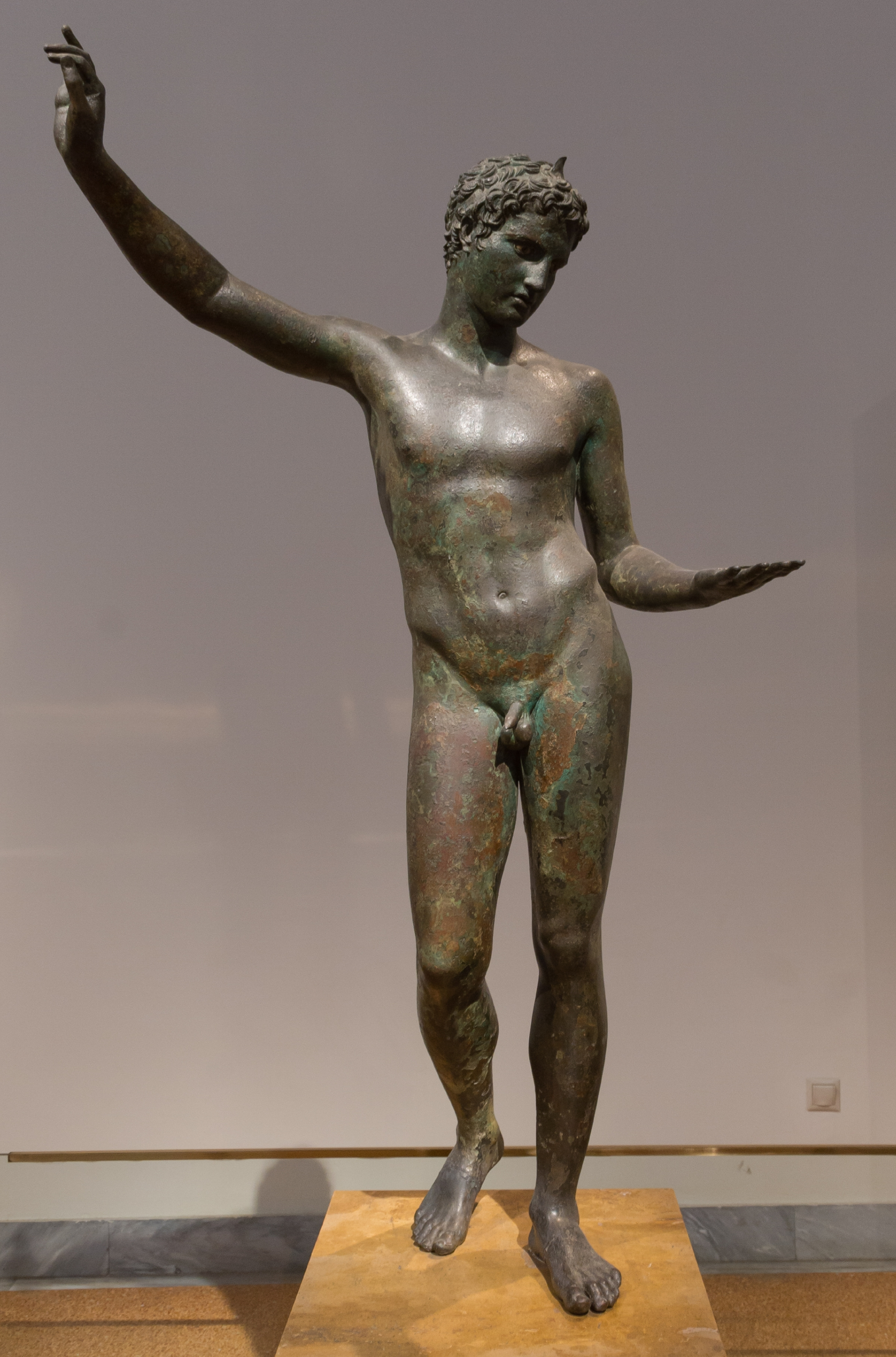
L'éphèbe de Marathon, musée national archéologique d'Athènes (X 15118).

Nous possédons de Praxitèle six bases de statues signées. Trois d'entre elles se rattachent à des femmes : Kléiokratéia fille de Polyeuktos, Archippè fille de Cléogénès et Chairippè fille de Philophron. On sait de cette dernière qu'elle est prêtresse de Déméter et de Coré, et les deux autres bases proviennent probablement de ce même temple, dont Praxitèle aurait été en quelque sorte un portraitiste attitré. Quoi qu'il en soit, ces inscriptions jettent la lumière sur un pan de l'œuvre de Praxitèle peu mentionné dans la littérature, qui se concentre sur ses représentations de divinités.
Plusieurs autres œuvres, généralement peu connues du grand public, ont été attribuées directement à la main du maître, mais ces conjectures font rarement consensus.
L'autel d'Artémis à Éphèse et le mausolée d'Halicarnasse
Strabon attribue à Praxitèle la presque totalité de la décoration sculptée du premier ; Vitruve le fait participer à la réalisation du second aux côtés de Léocharès, Bryaxis et Scopas. Ces deux mentions sont généralement considérées comme douteuses : dans les deux cas, le peu qui reste des monuments ne permet pas de vérifier quoi que ce soit. En outre, le travail à Halicarnasse pose des problèmes de chronologie ; la lettre Π gravée sur quatre des lions du décor du mausolée est sans doute insuffisante pour conclure : elle pourrait plus simplement être la marque de l'architecte, Pythéos de Priène.
Les Danseuses de Delphes
Il s'agit d'une colonne provenant du nord-est du sanctuaire d'Apollon Pythien à Delphes, qui servait à supporter un trépied colossal en bronze. Elle porte la marque de l'entrepreneur Pantarkès d'Argos, dont l'activité se situe à la fin du IVe siècle av. J.-C. Le style des figures en haut-relief qui prolongent la colonne peut lui être daté de 335 à 325 av. J.-C. Deux archéologues ont cru y lire le nom de l'archonte éponyme, Hippodamas (datant ainsi la colonne de l'année 375 av. J.-C.), et surtout la signature de Praxitèle. Cependant, aucun autre spécialiste n'a pu confirmer l'existence de cette inscription sur l'assise où elle est censée se situer.
L'éphèbe de Marathon
Cette statue en bronze, repêchée en 1925 dans la baie de Marathon, représente un jeune homme portant un objet (disparu) avec le bras gauche et claquant des doigts de la main droite levée. Il n'est rattaché à aucune statue mentionnée par les textes anciens, mais présente une ressemblance remarquable avec le Satyre verseur ou encore l’Hermès d'Olympie. Sur ces considérations stylistiques, et faute d'une analyse technique poussée du bronze, l'on a proposé d'y voir un original de Praxitèle lui-même, de son atelier ou de l'un de ses fils ; d'autres n'excluent pas qu'il s'agisse d'un bronze romain imitant le style du second classicisme.
La base de Mantinée

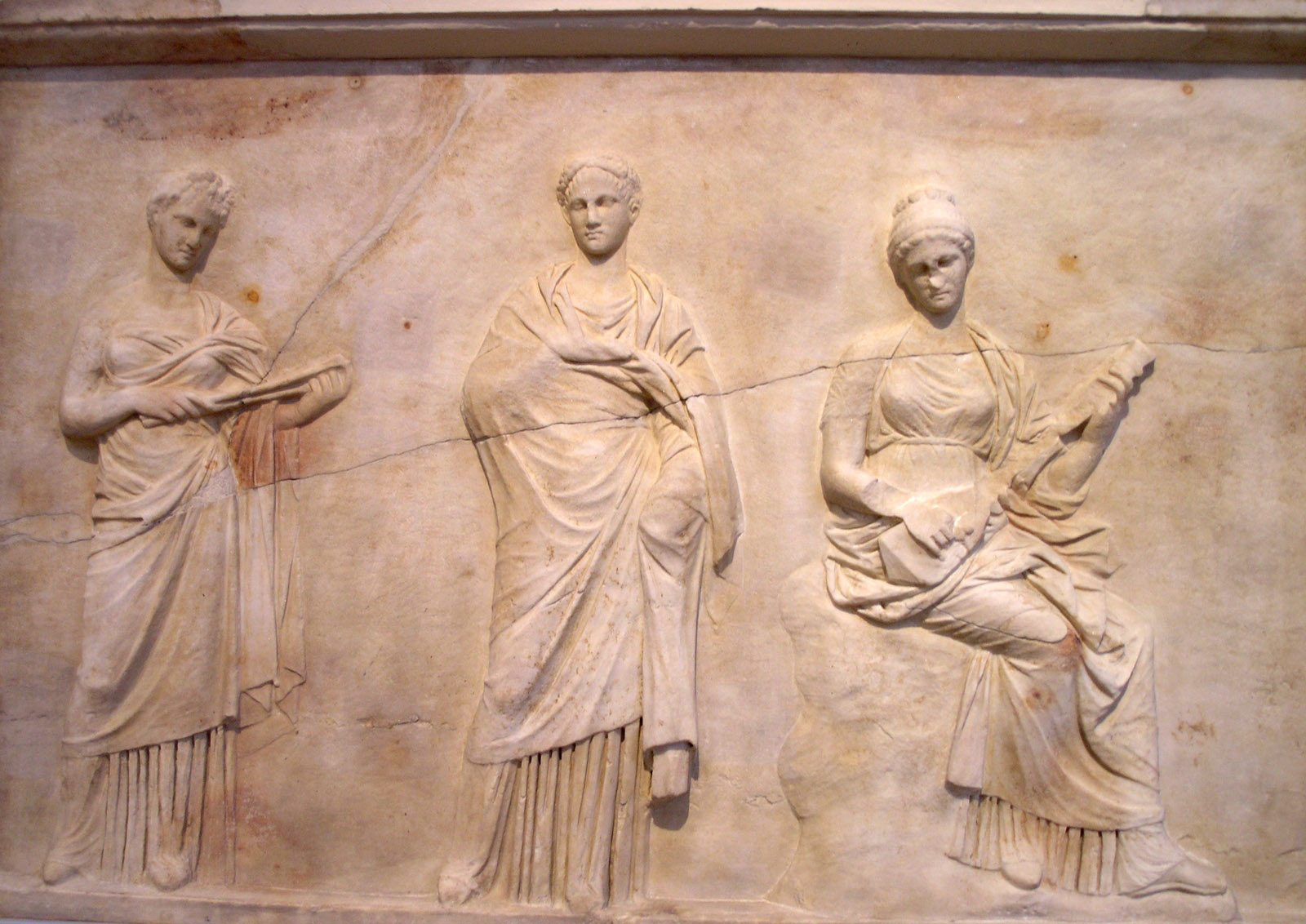
Trois Muses tenant des instruments de musique et des parchemins, l'un des reliefs de la base de Mantinée, musée national archéologique d'Athènes (MNA 215).

Il s'agit de trois panneaux en bas-relief découverts à Mantinée en 1887 représentant Apollon et Marsyas, un groupe de trois Muses dont l'une assise sur un rocher, et un autre groupe de trois Muses dont l'une tient une cithare. Il est possible qu'un panneau manquant ait représenté un autre groupe de trois Muses, portant ainsi leur nombre total au chiffre traditionnel de neuf. Ces trois reliefs ont été identifiés comme décorant la base d'un groupe de statues divines de Praxitèle que Pausanias déclare avoir vues précisément à Mantinée, représentant « une Muse et Marsyas jouant de la double flûte ». Les panneaux ont donc été attribués, d'abord à Praxitèle lui-même, puis à son atelier.
La base de trépied du musée national archéologique d'Athènes
Découverte dans la rue des Trépieds, à Athènes, en 1853, cette base triangulaire représente un Dionysos portant un chiton long et deux Victoires. Elle a été rapprochée d'une autre base découverte à proximité, dans le théâtre de Dionysos, qui porte l'inscription suivante : « si autrefois on les a offerts à l'Hermès des concours, ces dons consacrés conviennent aussi à Nikè (la Victoire), elle que Praxitèle a installée comme parèdre à Bromios (Dionysos) dans les glorieux concours des artistes, sous deux trépieds. » On a également mis en avant une ressemblance entre le Dionysos et le type du Sardanapale autrefois attribué à Praxitèle, ainsi qu'entre le drapé des Victoires et celui des Muses de la base de Mantinée.
Cependant, les œuvres placées « sous les trépieds » sont plus probablement des statues en ronde-bosse, suivant un dispositif que l'on connaît par exemple pour l'Aphrodite armée de l'Amycléion de Sparte. L'hypothèse a également été mise à mal par la découverte d'un second exemplaire de la base, de dimensions identiques, et qui date de l'hellénistique récent, voire de l'époque impériale romaine.

#### L’Hermèset son sillage
Hermès portant Dionysos enfant
L’Hermès d'Olympie, l'une des œuvres les plus connues attribuées à Praxitèle et paradoxalement la plus discutée, a été découverte en 1877 dans les ruines du temple d'Héra à Olympie. Très vite, elle est rapprochée de l’Hermès portant Dionysos enfant que Pausanias a vu au même endroit, mentionné comme étant « l'œuvre de Praxitèle ».
Cependant, la statue présente de nombreuses particularités stylistiques qui rendent sa datation, voire son attribution incertaines : original de Praxitèle ? Œuvre de ses fils ? Copie romaine d'un original de Praxitèle ? Original hellénistique sans rapport avec Praxitèle ? Le débat est d'autant plus passionné que l’Hermès a servi et sert encore largement de pierre de touche du corpus praxitélien, auquel on ajoute ou retranche des œuvres suivant qu'elles ressemblent ou non au style de l’Hermès.
La tête Leconfield
Conservée à Petworth House, cette tête féminine représentant Aphrodite a été identifiée par Furtwängler comme un original de Praxitèle sur la base de sa ressemblance avec l’Hermès d'Olympie. Effectivement, le modelé des chairs, le sfumato des traits, la coiffure et le rendu de la chevelure placent cette tête, qui s'insérait à l'origine dans une statue drapée, à la fin du IVe siècle av. J.-C. La très grande qualité d'exécution incite également à voir en l'œuvre un original plutôt qu'une copie. En l'absence de témoignage littéraire ou épigraphique auquel on pourrait rattacher la tête, l'attribution à Praxitèle reste toutefois suspendue à celle de l’Hermès.
La tête Aberdeen
Conservée au British Museum, cette tête masculine est encore plus proche de l’Hermès d'Olympie : elle représente un jeune homme du même âge ; les traits sont les mêmes — front gonflé et traversé par un long sillon, yeux enfoncés, arcade sourcilière saillante ; les deux têtes arborent le même regard songeur et le même léger sourire. Sur la base de cette ressemblance, on y a vu un Hermès ; l'identification avec Héraclès jeune ou encore avec un diadoque (Lysimaque ?) a également été proposée.
L'attribution de la tête partage les spécialistes, même si la plupart penchent en faveur d'un original. Les partisans d'une datation basse de l’Hermès placent la tête Aberdeen à l'hellénistique ancien (début du IIIe siècle av. J.-C.). D'autres y voient la main du maître, mais la comparaison avec l’Hermès ne tourne pas toujours à l'avantage de la même œuvre : l'un estime que la tête Aberdeen est inférieure à l’Hermès alors que pour l'autre, la qualité supérieure de la première prouve que le second n'est qu'une copie.

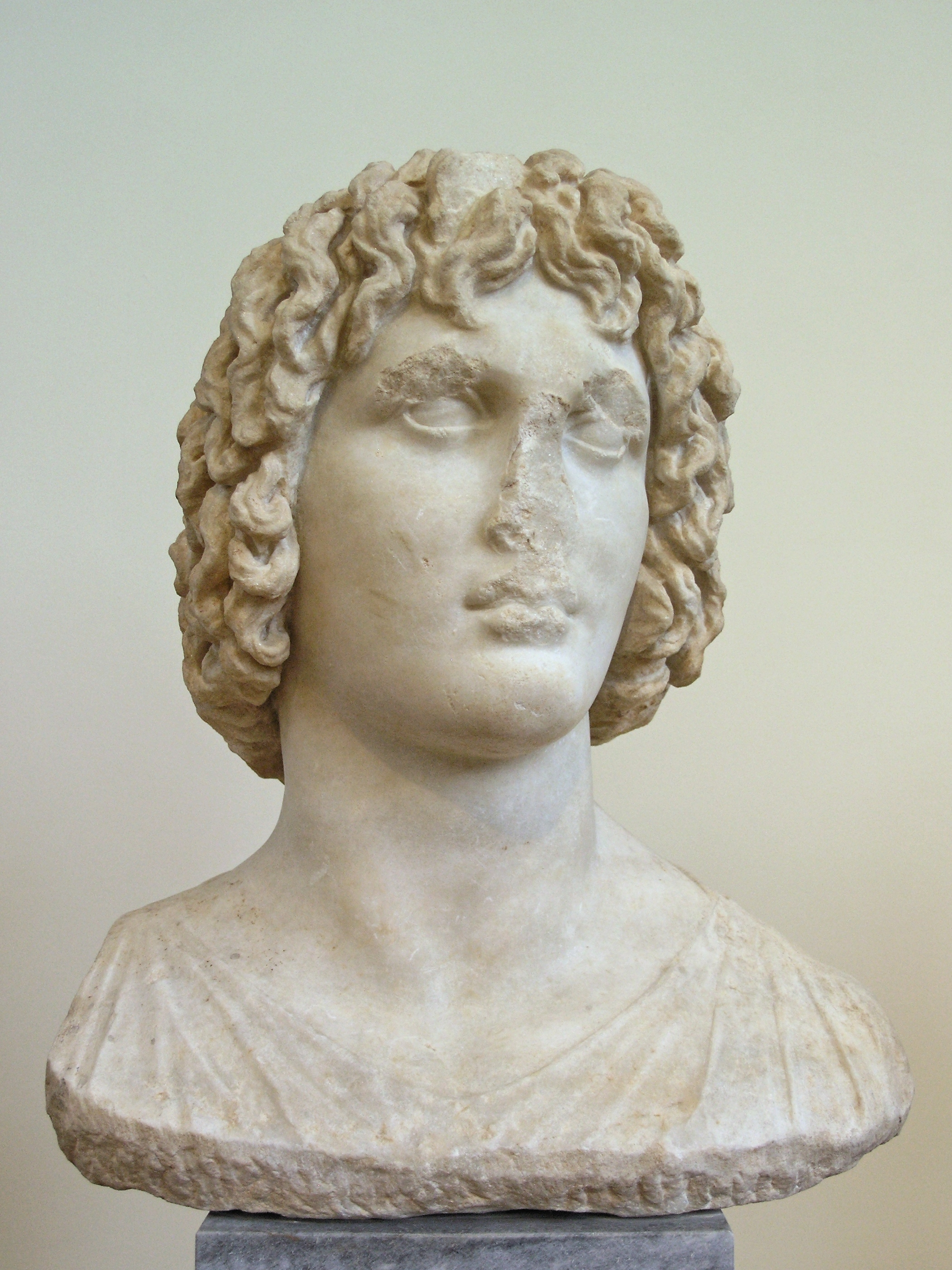
Buste d'Eubouleus, musée national archéologique d'Athènes (MNA 181).

Le buste d'Eubouleus
Trouvé à Éleusis et conservé au musée national archéologique d'Athènes, ce buste représente un jeune homme à la chevelure broussailleuse, que Furtwängler a reconnu comme le héros chtonien Eubouleus, associé au culte à mystères éleusinien. Or, un pilier hermaïque acéphale des musées du Vatican porte l'inscription Εὐϐουλεὑς Πραξιτέλους (« Eubouleus de Praxitèle »). Cette mention, et la similitude entre le traitement de surface d’Eubouleus et celui de l’Hermès d'Olympie ont suscité une attribution à la main de Praxitèle lui-même.
Cependant, comme le signale déjà Furtwängler, la tête d'Éleusis n'appartient pas au pilier hermaïque : elle provient d'une statue complète drapée transformée ensuite en buste, et il existe d'autres exemplaires du même type. De fait, la tête pose plusieurs problèmes, à commencer par son sujet : on a suggéré, plutôt qu'Eubouleus, son frère Triptolème par Léocharès ou Bryaxis ou, dans un tout autre genre, Alexandre le Grand. Le rattachement au style praxitélien a également été contesté. La modification du buste ne permettant pas de s'appuyer de manière sûre sur ses caractéristiques stylistiques, la prudence est probablement de mise face à l'attribution à Praxitèle.

#### Praxitèle revu et corrigé?
La tête Despinis
Cette tête féminine colossale provenant de l'Acropole porte le nom de l'historien de l'art George Despinis, qui l'a tirée de l'anonymat des réserves du musée de l'Agora antique d'Athènes pour la proposer comme un fragment original de l’Artémis Brauronia que Pausanias donne à Praxitèle. Une comparaison stylistique avec les Danseuses de Delphes et la Thémis de Rhamnonte lui permet de dater l'œuvre de la fin du IVe siècle av. J.-C., c'est-à-dire à la toute fin de la carrière du maître. La principale objection contre cette hypothèse est que la tête, aux traits puissants et sévères, ne ressemble guère à l'idée que l'on se fait du style praxitélien, empreint de grâce et de délicatesse.
Le satyre de Mazara del Vallo
Cette statue en bronze a été découverte en 1997 dans le canal de Sicile, entre Malte et l'Italie. Elle représente un satyre ivre dansant, la tête renversée et la jambe gauche violemment relevée en arrière, dans une posture que l'on retrouve très fréquemment dans les productions décoratives néo-attiques ou romaines. On a proposé d'y voir un original de Praxitèle sur la base d'une nouvelle interprétation d'un passage de Pline mentionnant « un satyre que les Grecs appellent periboētos. » Depuis Winckelmann, ce mot est traditionnellement traduit par « fameux », et l'on identifie l'œuvre citée par Pline avec le Satyre au repos ou le Satyre verseur.
La nouvelle hypothèse, fondée sur un passage d'un discours de Platon, propose le sens « qui crie avec frénésie », et note des ressemblances stylistiques entre le Satyre et l’Aphrodite de Cnide ou encore l’Apollon de Cleveland, un exemplaire en bronze récemment retrouvé de l’Apollon sauroctone. L'hypothèse a été largement critiquée, le style du Satyre de Mazara étant jugé trop étranger à celui de Praxitèle.

### Les types sûrs

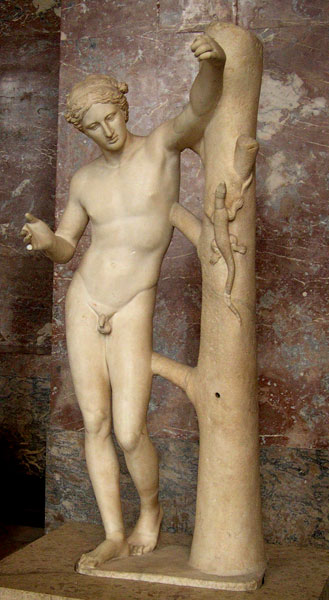
Sauroctone Borghèse, l'un des types les plus sûrs attribués à Praxitèle, musée du Louvre (Ma 441).

Les types sont présentés par ordre de certitude, là encore suivant le classement de Pasquier et Martinez.

#### L'Aphrodite de Cnide
Le type est l'un des plus célèbres de la sculpture grecque, et ce dès l'Antiquité. Pline proclame ainsi qu'« au-dessus de toutes les œuvres, non seulement de Praxitèle, mais de toute la terre, il y a la Vénus : beaucoup ont fait le voyage à Cnide pour la voir. » Pour la première fois dans la grande statuaire grecque, elle représente, en marbre de Paros, une femme — en l'occurrence, une déesse — entièrement nue : debout, la déesse tient son manteau de la main gauche, tandis qu'elle porte la main droite devant son sexe.
L'interprétation traditionnelle veut que la déesse soit représentée comme surprise au sortir du bain : s'il faut en croire les épigrammes de l'Anthologie grecque, Praxitèle aurait témoigné de première main : « Hélas, hélas ! Où Praxitèle m'a-t-il vue nue ! » s'exclame la déesse dans l'une d'entre elles. Cette interprétation a été contestée : il s'agirait, non pas d'une scène de genre, mais d'une véritable épiphanie où la nudité symbolise la fertilité et la puissance érotique de la déesse. Loin de dissimuler son sexe, Aphrodite le désignerait donc à ses fidèles.
Les exemplaires du type de la Cnidienne sont particulièrement nombreux, la pose et les détails (coiffure, support, etc.) variant parfois de manière considérable de l'un à l'autre. Leur rattachement à l'œuvre originale de Praxitèle est attesté par la représentation du type sur des monnaies de Cnide frappées sous le règne de Caracalla. La Vénus dite « du Belvédère », conservée dans les réserves du musée Pio-Clementino au Vatican, est souvent considérée comme la plus proche de l'original compte tenu de sa ressemblance avec ces dernières.
D'autres types statuaires représentant Aphrodite ont également été attribués à Praxitèle : la Vénus d'Arles, à demi dévêtue, rattachée par Furtwängler aux premiers temps du sculpteur, ou encore l’Aphrodite Richelieu, vêtue d'un chiton long et identifiée par le même auteur comme la statue achetée par les gens de Cos,.

#### L’Apollon sauroctone
Principalement représenté par le Sauroctone Borghèse du Louvre, le type a été rapproché de la mention par Pline d'un « Apollon jeune, guettant avec une flèche un lézard en train de ramper, et qu'on appelle sauroctone », complétée par des intailles et des monnaies antiques. On interprète traditionnellement la scène comme une évocation sur le mode mineur du combat entre Apollon et le serpent Python, à la suite duquel le dieu fait de Delphes son territoire. Cependant, on ne comprend pas bien pourquoi Praxitèle aurait ainsi choisi de gommer la violence du récit : le geste du Sauroctone reste encore mystérieux.
L'identification a été contestée pour des motifs stylistiques : l'apparence gracile, voire efféminée du dieu, la coiffure et la scène de genre renverraient plutôt à l'époque hellénistique. Elle est cependant acceptée par la plupart des spécialistes.

#### Les satyres

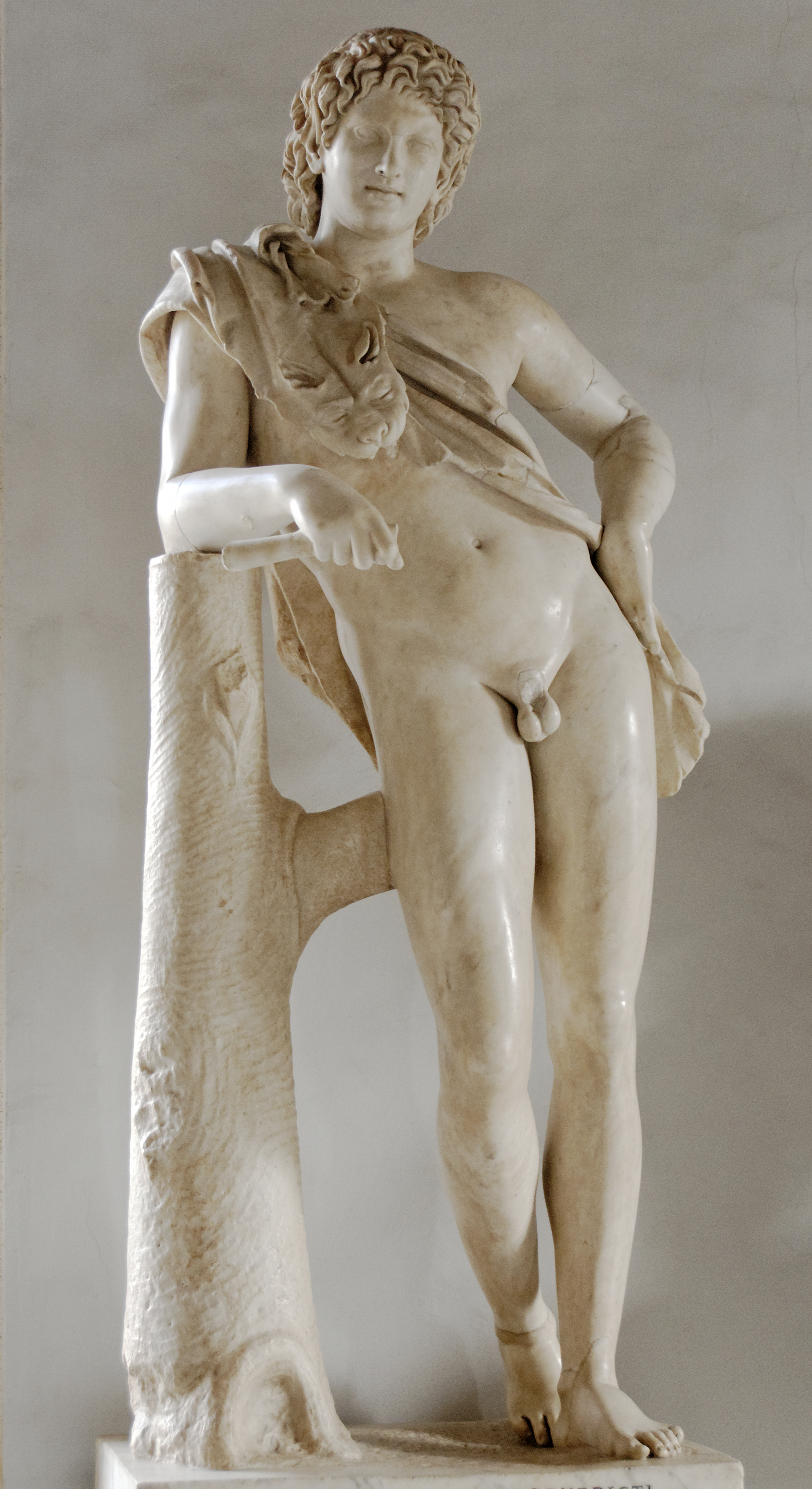
Le Satyre au repos des musées du Capitole, copie romaine de 130 ap. J.-C. environ.

La littérature mentionne à quatre reprises des satyres de Praxitèle :
- un « Satyre, œuvre de Praxitèle, en marbre de Paros », vu par Pausanias[104] dans le temple de Dionysos à Mégare ;
- un « Satyre de la rue des Trépieds » vu par Pausanias[105] à Athènes, héros de l'anecdote du faux incendie à l'atelier de Praxitèle, probablement en bronze, contemporain d’un Éros ;
- un « Satyre enfant » versant du vin à Dionysos, cité par Pausanias à la suite de la mention du satyre de la rue des Trépieds ;
- un satyre en bronze que, précise Pline[43], « les Grecs appellent periboêtos » (traditionnellement traduit par « fameux »), cité avec un Liber Pater (Dionysos) et une Méthè (ivresse).

Depuis Winckelmann, on rattache traditionnellement le Satyre « fameux » au type dit du Satyre au repos, dont la centaine d'exemplaires connus atteste de la célébrité à l'époque romaine ; il représente un jeune satyre nonchalamment accoudé sur un tronc d'arbre. Le satyre de la rue des Trépieds, qui serait le même que le Satyre enfant, est quant à lui reconnu dans le type du Satyre verseur, qui représente un jeune satyre fortement humanisé tenant dans la main droite levée une œnochoé (cruche à vin), avec laquelle il verse du vin dans un autre récipient tenu de la main gauche.
Le style des deux Satyres est assez différent. Chez le Satyre verseur, le traitement de la chevelure, la pondération encore lysippéenne et une certaine vision de la biographie de l'artiste — Praxitèle aurait été jeune au moment de sa liaison avec Phryné — incitent à placer l'œuvre au début de la carrière de Praxitèle. Le dynamisme plus audacieux du Satyre au repos favorise quant à lui une datation à la fin de la carrière du sculpteur.
On a objecté que la représentation d'un satyre seul — hors de tout contexte narratif ou allégorique —, qui plus est de taille naturelle et humanisé, n'était pas envisageable en ronde-bosse à l'époque classique. Le Satyre verseur serait une création hellénistique ou même romaine transcrivant en trois dimensions des représentations connues antérieurement sur des bas-reliefs. Quant au Satyre au repos, sa tête aux traits puissants et à la chevelure léonine semble bien différente du style connu de Praxitèle. Finalement, aucun argument ne permet de trancher pour ou contre son rattachement au maître.

### Le corpus praxitélisant hellénistique et romain
Le père de Praxitèle, Céphisodote l'Ancien, était lui aussi sculpteur, de même que ses deux fils, Céphisodote le Jeune et Timarchos. On lui connaît également au moins un disciple, Papylos. La tentation est grande d'attribuer à l'atelier ou aux fils une œuvre dont la manière semble praxitélienne, mais qui ne coïncide pas tout à fait avec le sculpteur, par exemple pour une question de dates. Cependant, il est difficile de déterminer quelle pouvait être l'influence d'un maître comme Praxitèle sur son entourage immédiat et au-delà, sur la sculpture hellénistique puis romaine.

#### Représentations masculines

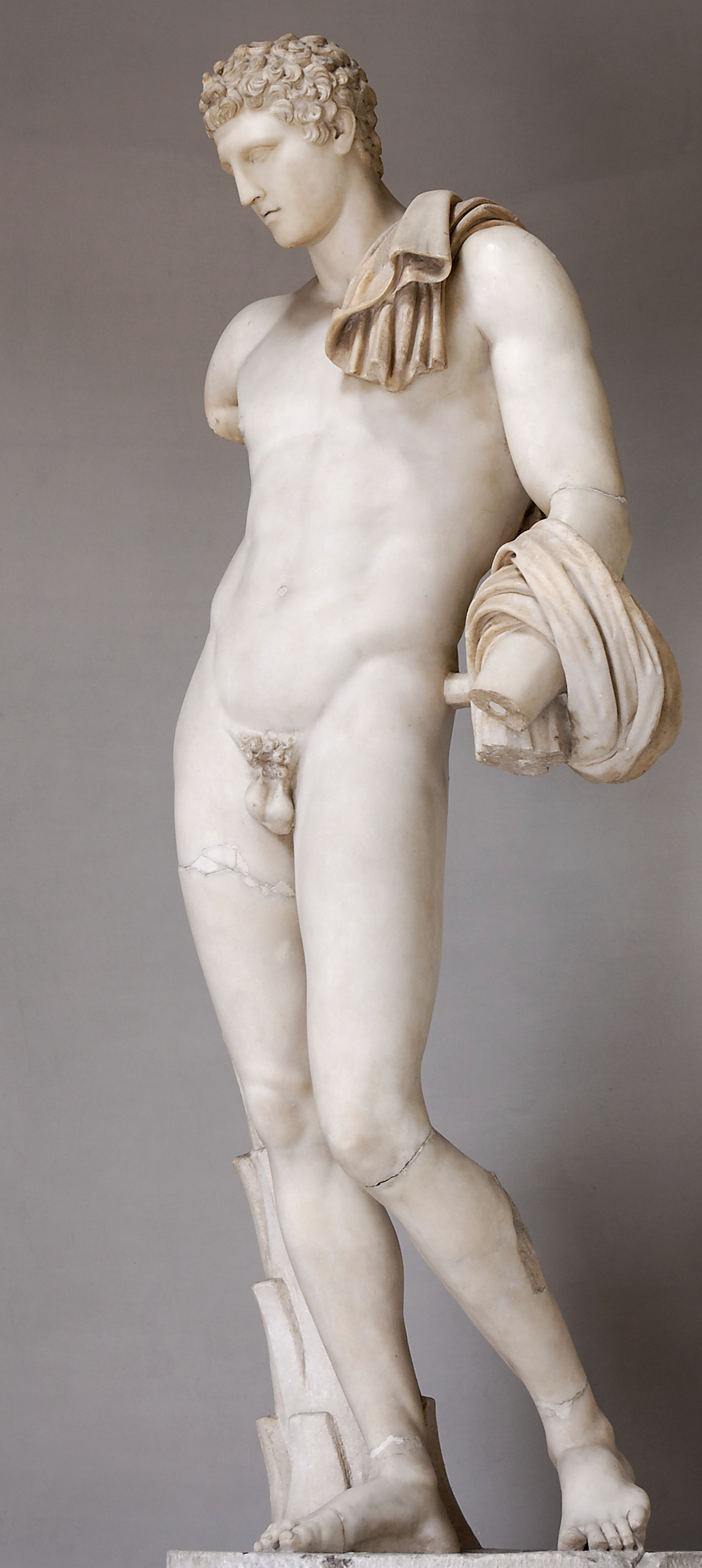
Hermès du type d'Andros, longtemps connu sous le nom d'Antinoüs du Belvédère ou du Lantin, musée Pio-Clementino.

L'influence de Praxitèle sur la sculpture ultérieure s'est surtout traduite, pour les nus masculins, par un hanchement prononcé et une grâce confinant à la mollesse et à l'effémination, donnant lieu à des attributions au maître athénien plus ou moins acrobatiques. L'Antinoüs du Belvédère et l'Hermès Andros, datables de l'Hellénistique ancien, restent assez proches de l'Hermès d'Olympie par le traitement de la musculature, la pose et la conformation de la tête. En revanche, le Dionysos Richelieu, aux muscles sous-développés, fait allusion à Praxitèle sans citer une œuvre précise et se rattache plutôt à l'école dite « classicisante » du Ier siècle av. J.-C. L'éclectisme est porté à son comble à l'Hellénistique récent dans les œuvres de Pasitélès et son entourage, qui mêlent des éléments praxitélisants à des souvenirs du style sévère du Ve siècle av. J.-C. De même, à l'époque romaine, le groupe d'Ildefonso associe le type du Sauroctone au type de l'Éphèbe Westmacott de Polyclète, distant de près d'un siècle.

##### Les Éros

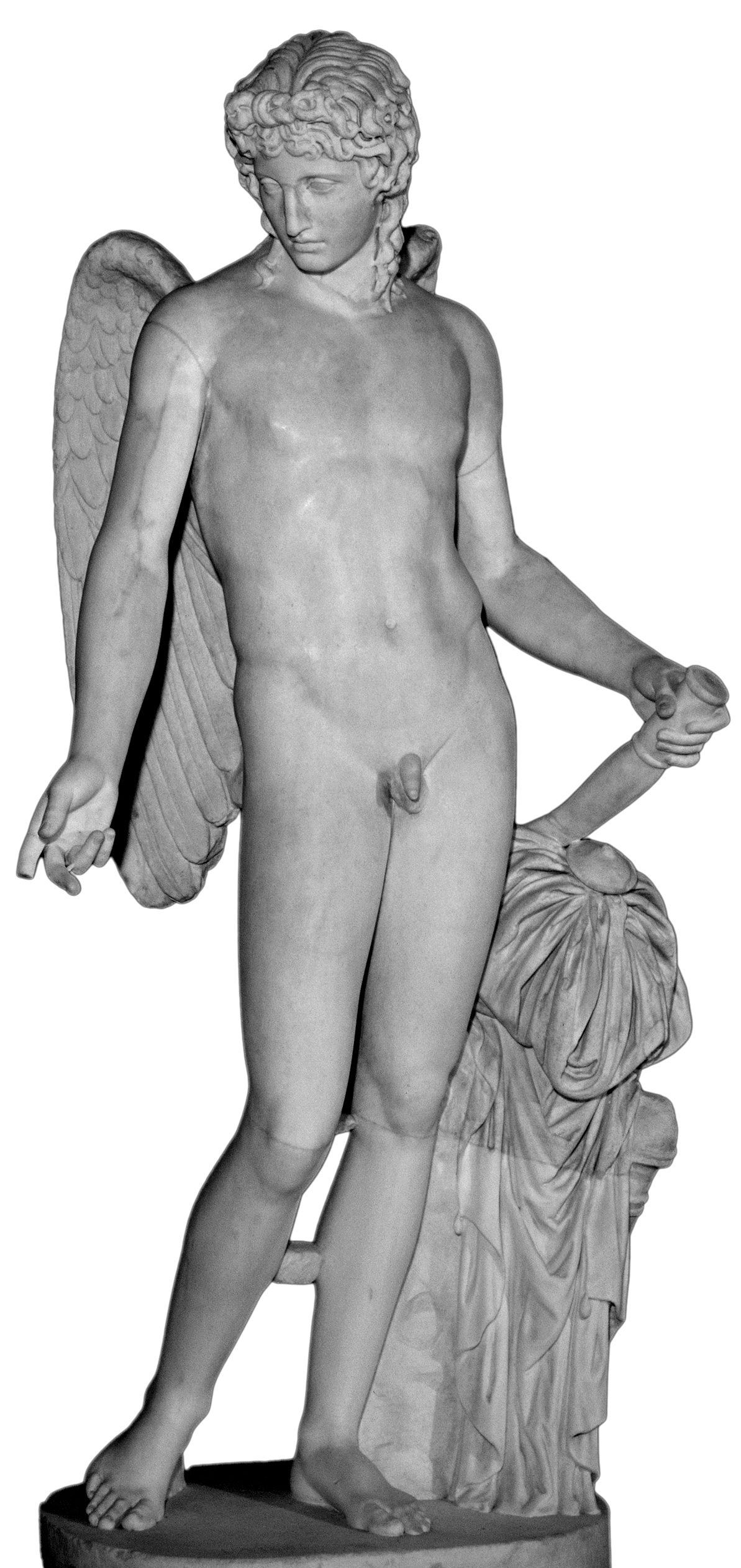
Éros du type de Centocelle, dit « Éros Farnèse », Naples, musée archéologique national.

La littérature attribue deux statues d'Éros à Praxitèle. L'un est celui dit « de Thespies », impliqué dans l'anecdote du faux incendie. Installé dans le temple d'Éros de cette île, il vaut à lui seul, note Cicéron, le détour par une cité qui ne présente pas par ailleurs d'attractions notables. Après plusieurs allers-retours entre Thespies et Rome, il est détruit par un incendie sous le règne de Titus et remplacé par une copie. Furtwängler le reconnaît dans le type dit « de Centocelle », largement reconnu aujourd'hui comme une œuvre éclectique, empruntant notamment à Polyclète et Euphranor.
On a également proposé le type Farnèse-Steinhaüser, déjà attribué à Praxitèle par Furtwängler sur la base de sa ressemblance avec le Satyre verseur. Cette hypothèse propose de réunir l'Éros de Thespies, le type Farnèse-Steinhaüser et la description par Callistrate d'un Éros, œuvre de Praxitèle, vu dans un lieu non précisé. Cependant, Callistrate insiste sur l'habile travail du bronze de son Éros alors que celui de Thespies, selon Pausanias, est en marbre pentélique : il ne s'agit donc pas de la même œuvre. Par ailleurs, l’Éros de Callistrate tient un arc dans la main gauche alors que chez l'Éros Farnèse-Steinhaüser, l'arc figure sur le support : là encore, l'identification doit être abandonnée.
Le second Éros est celui dit de Parion qui, selon Pline, est aussi connu que l'Aphrodite de Cnide elle-même et qui est probablement en bronze, puisque cité dans le chapitre relatif au travail des métaux. Il a été rattaché à des monnaies de Parion, frappées du règne d'Antonin le Pieux à celui de Philippe l'Arabe, montrant une figure ailée en appui sur la jambe droite, la main droite étendue sur le côté et le bras gauche plié — représentation qui correspond dans ses grandes lignes au Génie Borghèse du Louvre et à d'autres statues issues de Cos et de Nicopolis ad Istrum. Cependant, le type numismatique comprend un manteau jeté sur l'épaule gauche que l'on ne retrouve dans aucune des statues. On a également objecté qu'elles différaient trop les unes des autres pour former un véritable type et qu'inversement, leurs points communs se retrouvaient dans bien d'autres statues dissemblables.

##### L’Apollon lycien

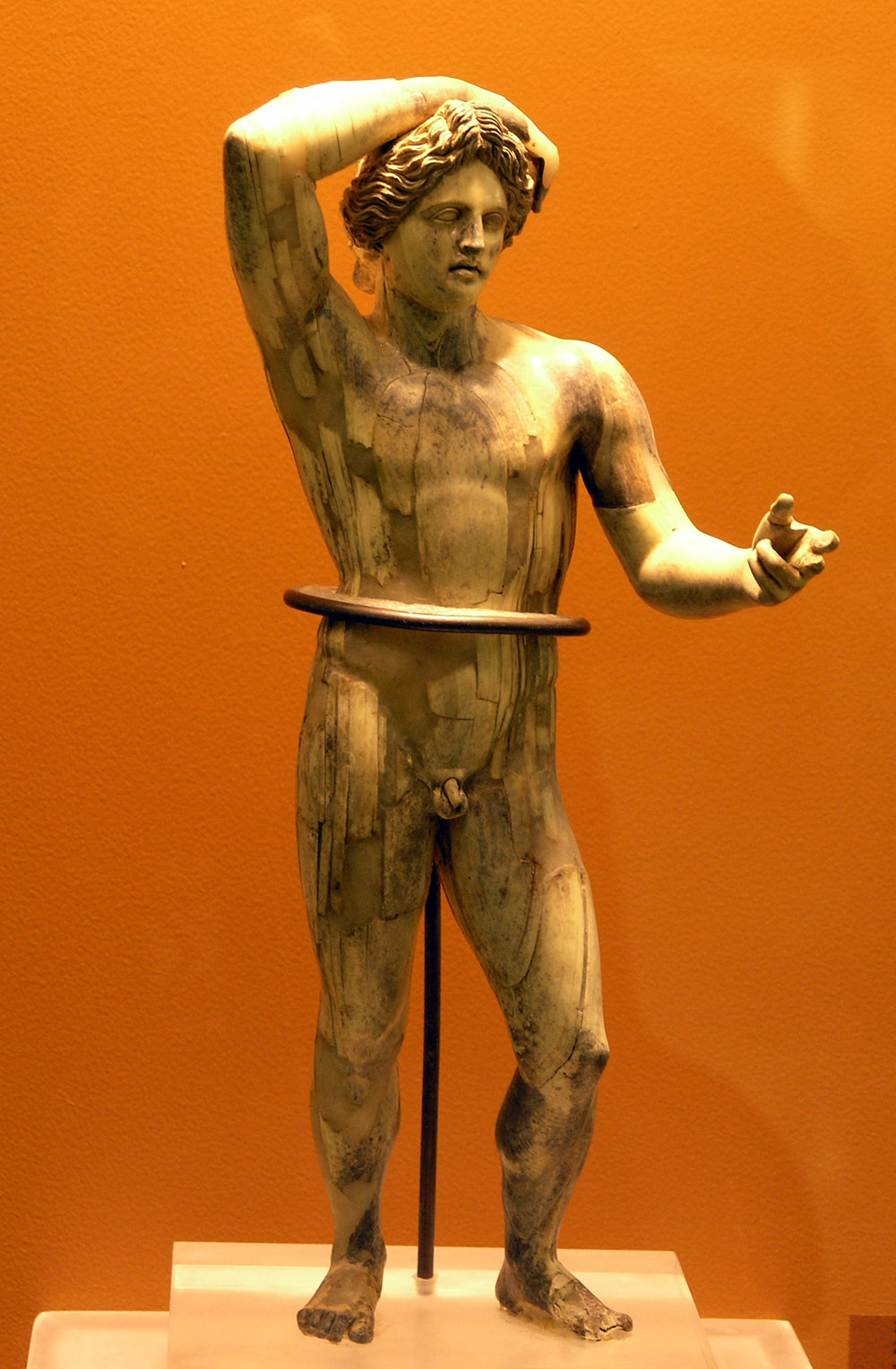
Statuette du type de l’Apollon lycien, musée de l'Agora antique d'Athènes (inv. BI 236).

Ce type, connu par une centaine de copies (statues et figurines) et des monnaies du Ier siècle av. J.-C., représente le dieu appuyé sur un support (tronc d'arbre ou trépied) et le bras droit replié sur la tête ; ses cheveux sont noués en tresse sur le sommet de la tête, dans une coiffure caractéristique de l'enfance. Il est qualifié de « lycien » parce qu'on l'identifie à une œuvre disparue décrite par Lucien de Samosate comme figurant dans le Lykeion, l'un des gymnases d'Athènes.
Aucune source littéraire ne rattache ce type à Praxitèle, mais l'attribution est traditionnellement proposée sur la base de sa ressemblance avec l’Hermès d'Olympie — une réplique du Lycien passa un temps pour une copie de l'Hermès. La comparaison s'appuie essentiellement sur ce qu'on a longtemps pensé être un exemplaire du Lycien : l’Apollino (ou Apollon Médicis) de la galerie des Offices à Florence, dont la tête présente des proportions proches de celle de l’Aphrodite de Cnide, et dont le sfumato prononcé est conforme à l'idée qu'on s'est longtemps faite du style de Praxitèle.
Cependant, la plupart des exemplaires du type exhibent une musculature marquée qui ne ressemble guère aux types masculins habituellement attribués à Praxitèle : on a proposé plutôt d'y voir une œuvre d'Euphranor, son contemporain, ou une création du IIe siècle av. J.-C. L'Apollino, quant à lui, serait une création éclectique de l'époque romaine, mêlant plusieurs styles du second classicisme.

#### Représentations féminines
L'influence praxitélienne dans la représentation féminine se fait d'abord sentir par l'intermédiaire de l'Aphrodite de Cnide. Dans la variante de l'Aphrodite du Capitole, ses formes sont plus plantureuses et sa nudité, plus provocante ; le geste des deux mains cachant la poitrine et le sexe attire l'attention du spectateur plus qu'il ne cache. On a également cru reconnaître le style praxitélien dans un certain type de drapé et la coiffure dite « en côtes de melon », deux caractéristiques dérivées de la base de Mantinée.

##### Les Artémis

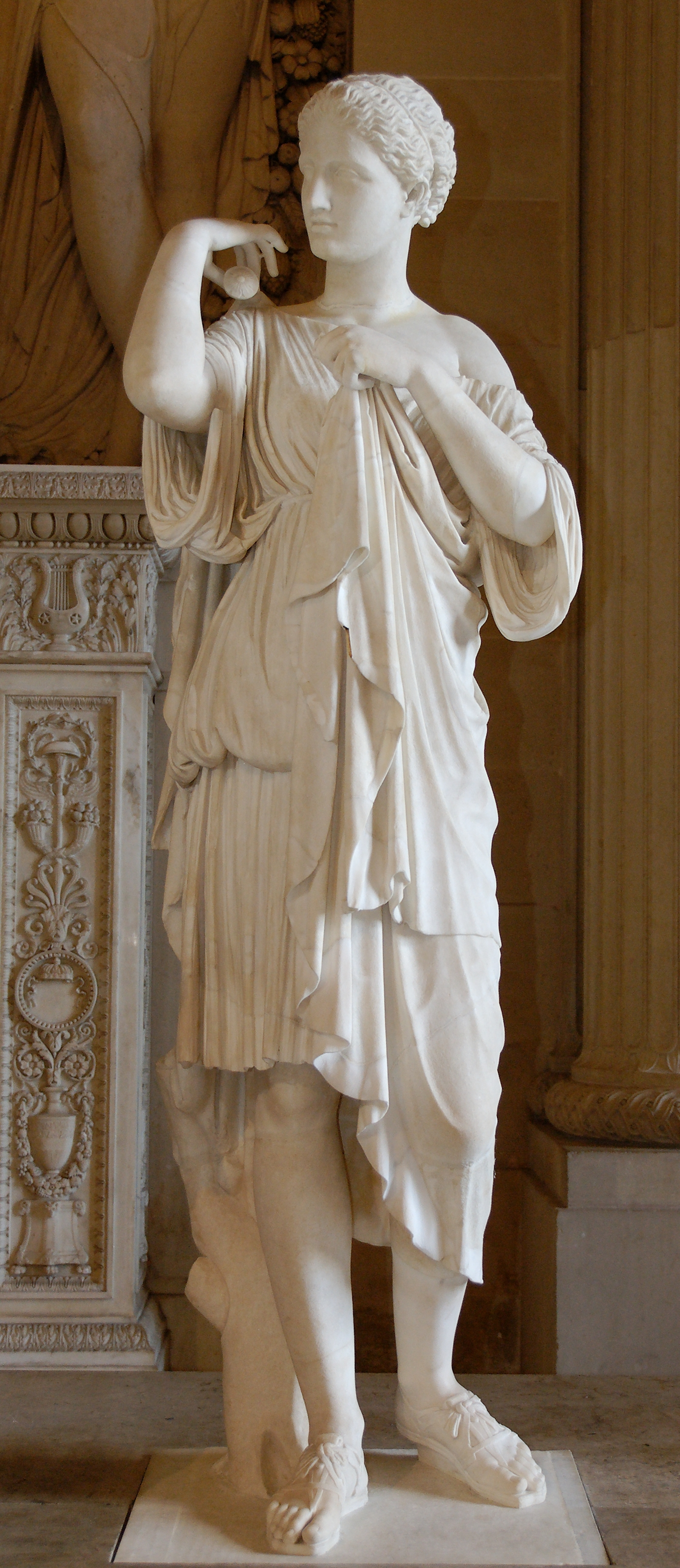
Diane de Gabies, musée du Louvre (Ma 529).

Selon Pausanias, Praxitèle est l'auteur de l'effigie d’Artémis du Brauronion de l'acropole d'Athènes. Des inventaires du temple datant du IVe siècle av. J.-C. mentionnent effectivement, entre autres, une « statue dressée » décrite comme représentant la déesse enveloppée dans un chitoniskos. On sait par ailleurs que le culte d'Artémis Brauronia comportait la consécration de vêtements offerts par les femmes.
L'œuvre a longtemps été reconnue dans la Diane de Gabies, une statue exposée au musée du Louvre qui représente une jeune femme debout, habillée d'un chiton court et agrafant la fibule d'un manteau sur son épaule droite : la déesse serait montrée agréant le don de ses fidèles. On a également noté la ressemblance de la tête avec celle de l’Aphrodite de Cnide et de l’Apollon sauroctone. Cependant, l'identification a été remise en cause à plusieurs titres. D'abord, les inventaires découverts à Athènes se sont avérés être des copies de ceux du sanctuaire de Brauron : il n'est pas certain que le culte athénien ait compris lui aussi l'offrande de vêtements. Ensuite, le chiton court serait anachronique au IVe siècle : sur cette base, la statue serait plutôt de l'époque hellénistique.
L’Artémis de Dresde a également été proposée : connue par de nombreuses répliques, elle représente la déesse portant un péplos non ceinturé à rabat long et levant le bras droit comme si elle tirait une flèche de son carquois. L'attitude générale se rapproche de l’Eirénè portant Ploutos de Céphisodote l'Ancien et l'exemplaire éponyme des Staatliche Kunstsammlungen de Dresde, à défaut des autres, possède une tête tout à fait praxitélienne. Furtwängler la situe dans le sillage de l’Aphrodite d'Arles (dite Vénus d'Arles), l'ensemble de ces arguments motivant une attribution à Praxitèle jeune. On a objecté que le péplos à rabat long n'apparaissait pas avant la seconde moitié du IVe siècle, à laquelle semblent également renvoyer la pondération et l'attitude du corps, le buste rejeté en arrière. Ensuite, on ne connaît aucune autre péplophore dans l'œuvre de Praxitèle. Enfin, la statue ne se rattache vraiment à aucune des statues d'Artémis attribuées au sculpteur, surtout depuis l'identification de l'Artémis Brauronia proposée par Georges Despinis.

##### Les Herculanaises

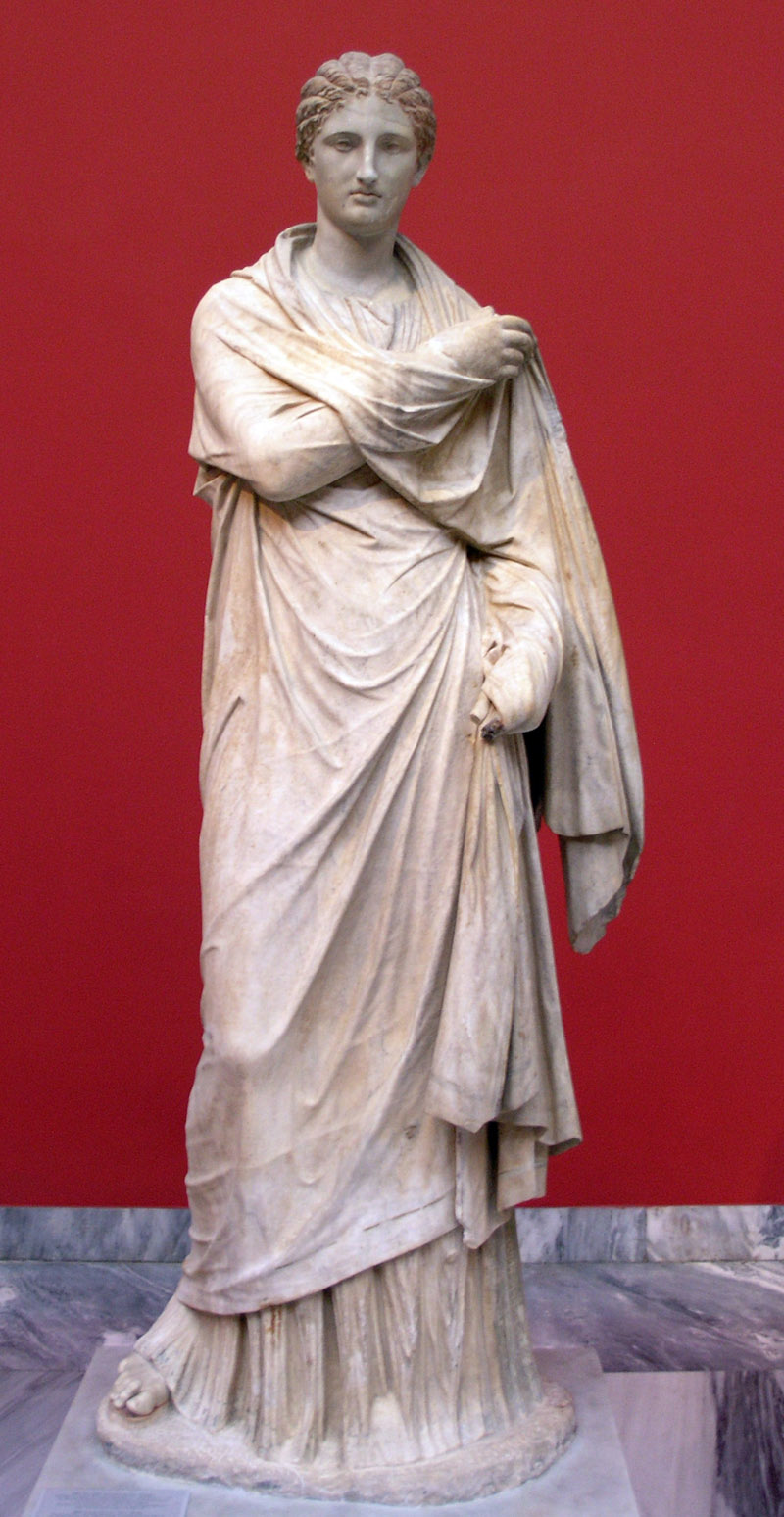
Statue du type de la Petite Herculanaise, musée national archéologique d'Athènes (inv. 1827).

Ce type double tire son nom de deux statues découvertes au début du XVIIIe siècle à Herculanum, représentant deux femmes vêtues d'un chiton et d'un manteau, aux attitudes voisines : la Grande Herculanaise a la tête voilée tandis que la Petite Herculanaise est plus petite et a la tête nue ; toutes deux tiennent un pan de leur manteau de la main gauche. Elles ont connu une très grande popularité sous la Rome impériale : on représentait les matrones dans la pose de la première et les jeunes filles dans celle de la seconde.
En raison de leur grande ressemblance avec la Muse centrale de la plaque inv. 215 de la base de Mantinée, l'interprétation traditionnelle les a rattachées à Praxitèle, et plus précisément au groupe représentant Déméter et sa fille Perséphone que Pausanias voit dans le temple de Déméter à Athènes — peut-être le même que Pline l'Ancien voit à Rome par la suite. Des travaux récents contestent cette interprétation : les attributs ne permettent pas à eux seuls de conclure, et le type se retrouve dans des contextes non éleusiniens. Par ailleurs, l'attitude des Herculanaises n'est pas identique à celui de la Muse de Mantinée, mais semble le dépasser. Sachant que le type de la Grande Herculanaise se retrouve sur une stèle du Céramique d'avant 317 av. J.-C., nous avons probablement affaire à un sculpteur ayant bien connu Praxitèle, peut-être un membre de son atelier.
S'inscrit également dans la tradition de la base de Mantinée le Sophocle du Latran qui combine le geste du bras droit de la Muse centrale de la plaque inv. 215 et l'attitude du bras gauche de la Muse à la cithare de la plaque inv. 217. Or on sait que Lycurgue fit ériger un portrait posthume de Sophocle dans le théâtre de Dionysos ; sachant que Céphisodote le Jeune et son frère Timarque sont les auteurs d'un portrait de Lycurgue et de ses fils, les deux sculpteurs pourraient également être à l'origine du Sophocle.

## L'art de Praxitèle

### Éléments techniques

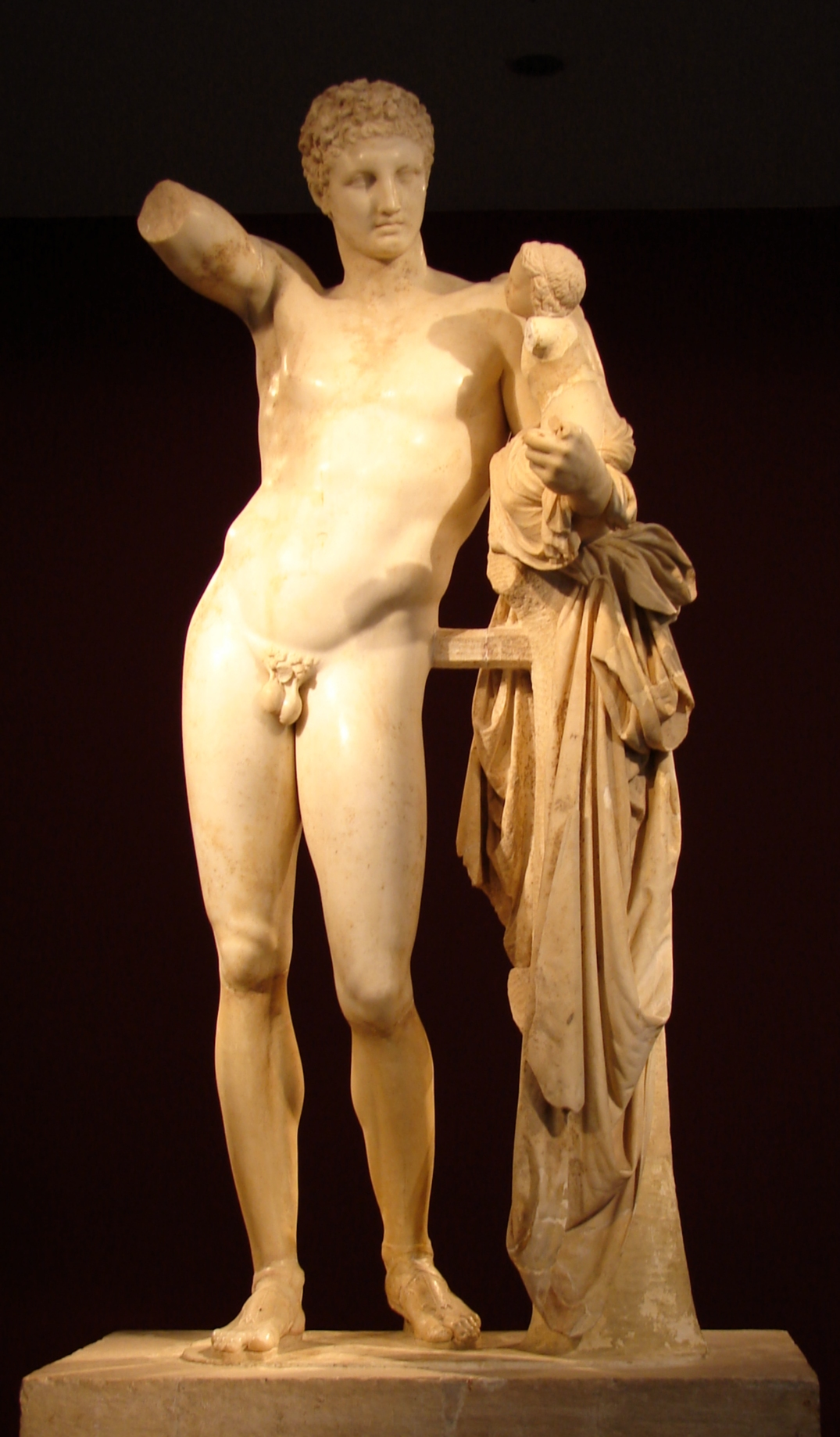
Hermès portant Dionysos enfant, l'une des statues les plus problématiques attribuées à Praxitèle, musée archéologique d'Olympie.

La littérature antique est avare en détails sur le style de Praxitèle : à l'époque de Pline, les amateurs avaient parfois du mal à différencier les œuvres de Praxitèle et celles de Scopas, son contemporain. Nous savons que le sculpteur privilégiait le marbre au bronze : Pline note qu'« il fut plus heureux et aussi plus célèbre pour ses œuvres en marbre ; cela dit, il a également fait de très belles œuvres en bronze. » Le fait est effectivement remarquable, puisque le bronze est depuis le début du Ve siècle av. J.-C. le matériau noble pour la sculpture en ronde-bosse.
Le Romain précise également que le sculpteur recourait fréquemment au peintre Nicias pour exécuter la décoration peinte (circumlitio) de ses statues : la sculpture grecque en marbre était systématiquement polychrome. Ce que nous savons de l'art de Nicias, c'est-à-dire une attention particulière portée aux effets de la lumière et des ombres, semble s'accorder particulièrement bien avec le sfumato considéré comme caractéristique des œuvres de Praxitèle. Pline cite d'ailleurs le sculpteur parmi les possibles inventeurs de la γάνωσις / gánôsis, une sorte d'apprêt à l'encaustique dont les textes anciens ne permettent pas de comprendre en quoi elle consistait exactement, témoignant de l'influence importante de la peinture murale sur la sculpture du second classicisme.

### Éléments de style
On appelle « style praxitélien » un ensemble de caractéristiques issues principalement de l’Hermès portant Dionysos enfant et de l’Apollon sauroctone :
- une grâce et une délicatesse confinant à l'effémination pour les représentations masculines, qui rompt avec la représentation de l'athlète viril musculeux de vigueur au cours du premier classicisme ;
- un hanchement prononcé, couplé à une pose accoudée pour les représentations masculines, dépassant la pondération du contrapposto de Polyclète pour aboutir à une « courbe en S » formée par le corps ;
- le sfumato des traits du visage et des détails anatomiques, c'est-à-dire l'estompage des arêtes et des lignes au profit de transitions très douces ;
- un traitement naturaliste des draperies ;
- l'inclusion dans la composition des arbres, draperies et autres éléments de support ;
- le contraste entre la souplesse des chairs et la vigueur de la chevelure.

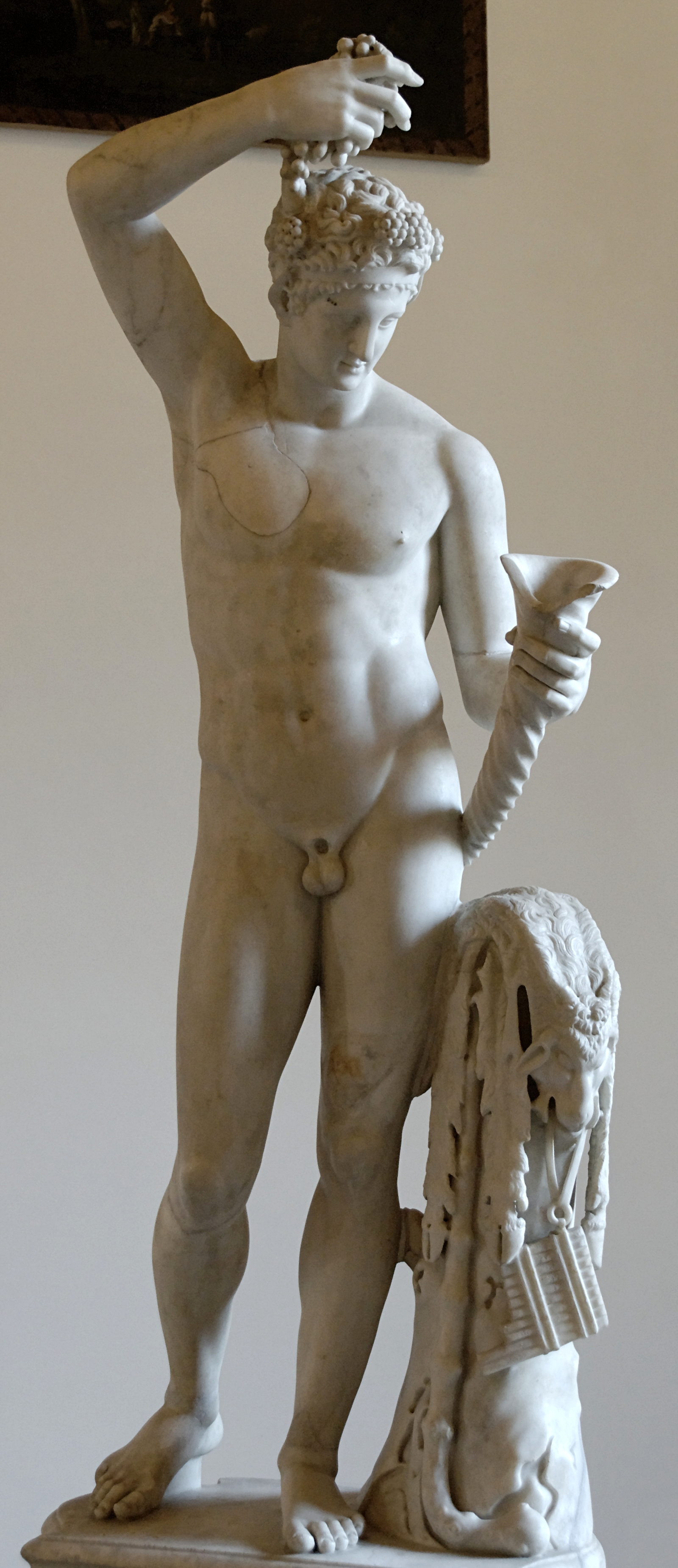
Le Satyre verseur, Ludovisi, palais Altemps, Rome.

Praxitèle a modifié la représentation traditionnelle des divinités, en imposant le nu pour Aphrodite et la jeunesse pour Apollon. La prédominance dans son répertoire de la déesse de l'amour, d'Éros et du monde dionysiaque s'inscrit cependant dans une tendance plus large : on retrouve également ces sujets dans la peinture de vases ou dans les arts mineurs. De manière générale, l'art de Praxitèle s'inscrit davantage dans la continuité que dans la rupture par rapport à la sculpture antérieure : « la construction de ses œuvres reprend, prolonge, enrichit les recherches amorcées par les successeurs de Polyclète et de Phidias », note l'archéologue Claude Rolley.
On a souvent commenté le caractère « fondamentalement érotique » de sa sculpture : la littérature antique fournit effectivement un certain nombre d'anecdotes sur les assauts que subirent l’Aphrodite de Cnide et l’Éros de Parion de la part d'admirateurs un peu trop enthousiastes. Quand Lucien de Samosate, au IIe siècle apr. J.-C., montre les héros de ses Amours commentant l'Aphrodite de Cnide, la description ressemble plus à celle d'une véritable femme qu'à celle d'une statue :

« Quels flancs généreux, propices à des étreintes pleines ! Comme les chairs entourent les fesses de belles courbes, sans négliger la saillie des os, et sans être envahies par un excès de graisse ! »

Le rhéteur Callistrate fait de même dans ses Descriptions, commentant le « regard plein de désir mêlé à la pudeur, rempli de grâce aphrodisiaque » d'un Diadumène attribué au sculpteur. Ces visions sont toutefois celles de spectateurs romanisés : il est difficile de dire comment les œuvres de Praxitèle étaient perçues par la sensibilité du IVe siècle av. J.-C.
Les hasards de la transmission des statues ne nous permettent hélas pas de connaître le pan de son travail consacré à la sculpture architecturale ou au portrait.

### L'inspiration
Une partie de l'œuvre de Praxitèle est consacrée à des divinités célébrées dans les mystères d'Éleusis : le groupe de Déméter, Perséphone et Iacchos situé dans le temple de Déméter à Athènes ; le groupe de Coré, Triptolème et Déméter à Athènes ; le rapt de Perséphone à Athènes ou encore un buste d'Eubouleus. Si l'on y ajoute les bases signées se rattachant directement ou indirectement au temple de Déméter à Athènes, il est tentant d'y voir le témoignage d'une ferveur religieuse particulière du sculpteur. On a objecté que la dévotion envers les cultes d'Éleusis était très répandue à Athènes à cette époque et que les œuvres témoignaient davantage de la ferveur du commanditaire que de celle de l'artiste.
On a également vu dans l'œuvre de Praxitèle une inspiration platonicienne : au rebours des anecdotes « réalistes » où le sculpteur prend Phryné pour modèle de l’Aphrodite de Cnide, des épigrammes de l'Anthologie grecque le montrent dépassant les apparences sensibles pour représenter l'idée même de la beauté : « Praxitèle n'a pas vu de spectacle interdit, mais le fer / a poli la Paphienne telle qu'Arès la désirait » ou encore : « Tu n'es pas l'œuvre de Praxitèle, ni celle du fer / mais tu te dresses telle que tu étais au jugement [de Pâris]. »

## Praxitèle à l'époque moderne

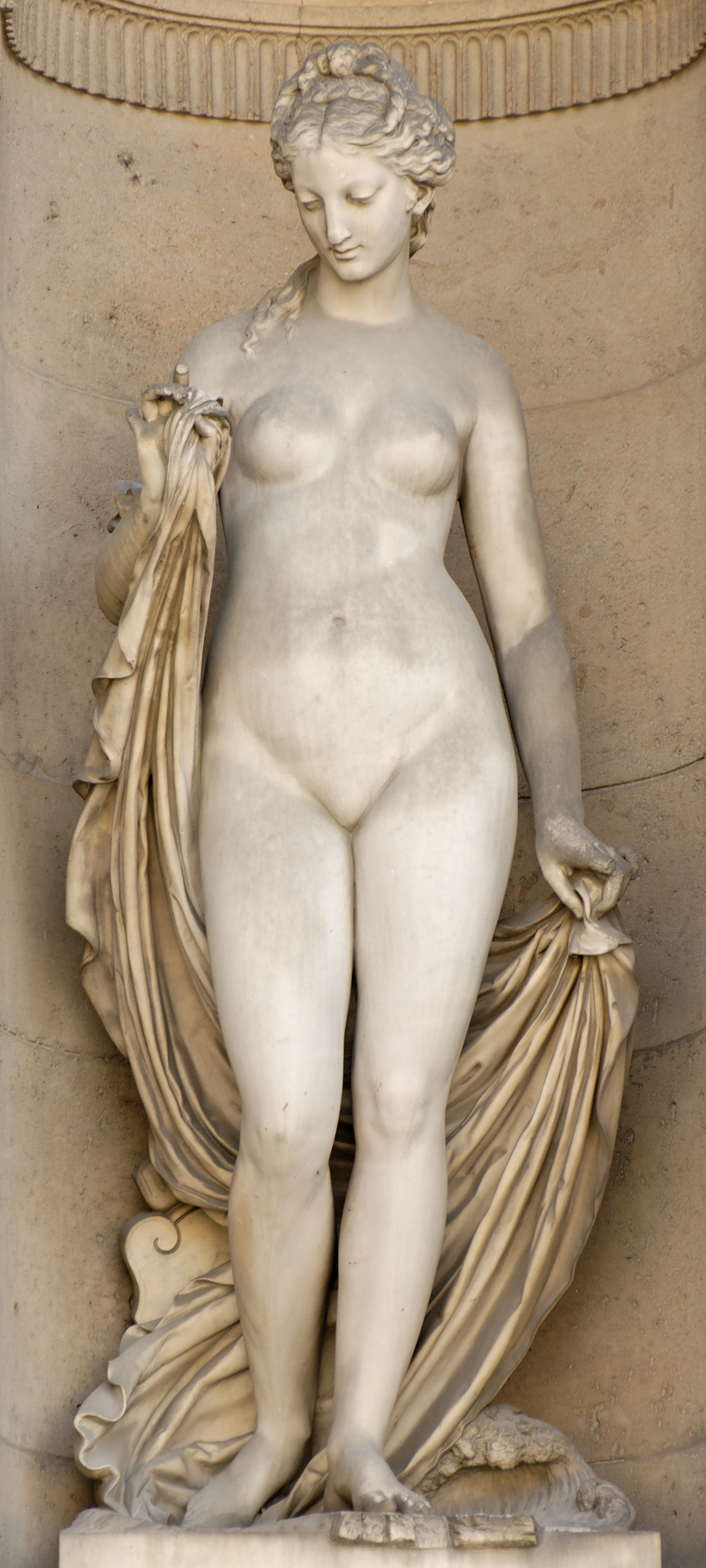
Leucothoé de Jean-Jules Allasseur (1862), inspirée de l’Aphrodite de Cnide, façade sud de la cour Carrée du Louvre.

Praxitèle n'est longtemps connu que par des sources littéraires et quelques attributions fantaisistes, comme l'un des groupes dits d’Alexandre et Bucéphale sur la place du Quirinal, à Rome. La première œuvre à lui être correctement rattachée est probablement la statue fragmentaire du type de l'Aphrodite de Cnide connue sous le nom d’Aphrodite Braschi, présente à Rome dès les alentours de 1500. Le nom de Praxitèle lui-même est prestigieux : à la Renaissance, Michel-Ange est considéré comme un nouveau Praxitèle. Le Sauroctone Richelieu montre qu'au début du XVIIe siècle, des restaurateurs savent rapprocher des fragments antiques des textes anciens, mais il faut attendre le XVIIIe siècle pour que le Sauroctone mentionné par Pline soit formellement reconnu : le baron von Stosch fait d'abord le rapprochement avec une pierre gravée, puis Winckelmann met en relation cette dernière avec le Sauroctone Borghèse et un petit bronze de la villa Albani.
Au XVIIIe siècle, Winckelmann voit en Praxitèle l'inventeur du « beau style », caractérisé par la grâce. L’Aphrodite de Cnide, le Satyre au repos, le Sauroctone et le Satyre verseur sont bien connus, et parfois cités par la sculpture ou la peinture de l'époque, témoin le Ganymède échanson (1816) de Bertel Thorvaldsen, qui reprend la pose du Verseur. On retrouve également une influence praxitélienne chez Antonio Canova. Le sculpteur est toutefois éclipsé par Phidias, et les sculptures du Parthénon que Lord Elgin a rapportées d'Athènes. Dans la seconde moitié du XIXe siècle, le courant dit « atticiste », inspiré par l'art sévère, est concurrencé par celui dit « helléniste », davantage inspiré par Praxitèle et par l'art hellénistique, dont James Pradier est sans doute le meilleur représentant, mais qui dégénère parfois en une recherche du joli et du pittoresque.
Praxitèle occupe également une place de choix dans l'enseignement artistique : les statues qui lui sont attribuées sont abondamment reproduites par le moulage, ou représentées sur les premières photographies. Elles sont également copiées : ainsi, le jury de l'Académie de France à Rome déclare au sujet d'une copie du Satyre au repos par Théodore-Charles Gruyère, lauréat en 1839 du Prix de Rome, qu'« en choisissant pour sujet de sa copie le célèbre Faune du Capitole, l'une des répétitions antiques du faune de Praxitèle, l'artiste avait déjà fait preuve de jugement et de goût. » Praxitèle figure également en bonne place dans le décor sculpté de la cour Carrée du palais du Louvre, que ce soit parmi les copies d'antiques (un Apollino, deux Diane de Gabies, un Satyre au repos) ou parmi les créations confiées à des sculpteurs contemporains.
Un opéra en un acte, Praxitèle, de Jeanne-Hippolyte Devismes, sur un livret de Jean-Baptiste de Milcent, est créé le 24 juillet 1800 à l'Opéra de Paris,.
Le début du XXe siècle voit un retour de balancier en faveur de l'art sévère, dont Bourdelle et surtout Maillol sont les meilleurs représentants. Ce dernier en particulier témoigne d'une détestation marquée pour Praxitèle. Après avoir vu les sculptures du temple de Zeus à Olympie puis l’Hermès, il écrit au sujet de ce dernier : « C'est pompier, c'est affreux, c'est sculpté comme dans du savon de Marseille. (…) [Praxitèle] pour moi, c'est le Bouguereau de la sculpture, le premier pompier de la Grèce, le premier membre de l'Institut ! »